# Hannah Dreissigacker
Hannah Dreissigacker (ur. 12 lutego 1986 w Morrisville) – amerykańska biathlonistka. W Pucharze Świata zadebiutowała 17 stycznia 2013 roku w Anterselvie, gdzie zajęła 81. miejsce w sprincie. Pierwsze punkty zdobyła 13 marca 2014 roku w Kontiolahti, zajmując 28. miejsce w tej samej konkurencji. Najlepsze wyniki osiągnęła w sezonie 2014/2015, kiedy zajęła 52. miejsce w klasyfikacji generalnej. W 2013 roku wystartowała na mistrzostwach świata w Novym Měscie, zajmując 56. miejsce w biegu indywidualnym, 71. w sprincie i jedenaste w sztafecie. Najlepsze wyniki osiągnęła podczas mistrzostw świata w Oslo w 2016 roku, gdzie była między innymi szesnasta w sprincie i dziesiąta w sztafecie mieszanej. Brała też udział w igrzyskach olimpijskich w Soczi w 2014 roku, gdzie zajęła 23. miejsce w biegu indywidualnym, 65. miejsce w sprincie, siódme w sztafecie i ósme w sztafecie mieszanej.

## Osiągnięcia

### Igrzyska olimpijskie
| Rok  | Miejscowość | Konkurencje | Konkurencje | Konkurencje | Konkurencje | Konkurencje | Konkurencje | Konkurencje |
| Rok  | Miejscowość | IN          | SP          | PU          | MS          | RL          | MR          | SR          |
| ---- | ----------- | ----------- | ----------- | ----------- | ----------- | ----------- | ----------- | ----------- |
| 2014 | Soczi       | 23.         | 65.         | –           | –           | 6.          | 8.          | –           |

### Mistrzostwa świata
| Rok  | Miejscowość | Konkurencje | Konkurencje | Konkurencje | Konkurencje | Konkurencje | Konkurencje | Konkurencje |
| Rok  | Miejscowość | IN          | SP          | PU          | MS          | RL          | MR          | SR          |
| ---- | ----------- | ----------- | ----------- | ----------- | ----------- | ----------- | ----------- | ----------- |
| 2013 | Nové Město  | 56.         | 71.         | –           | –           | 11.         | –           | –           |
| 2015 | Kontiolahti | 67.         | 60.         | –           | –           | 11.         | 8.          | –           |
| 2016 | Oslo        | 33.         | 18.         | 36.         | 27.         | 13.         | 10.         | –           |

### Puchar Świata

#### Miejsca w klasyfikacji generalnej
| Sezon     | Miejsce |
| --------- | ------- |
| 2012/2013 | -       |
| 2013/2014 | 87.     |
| 2014/2015 | 52.     |
| 2015/2016 | 53.     |